# Wereldkampioenschap halve marathon 2012
Het wereldkampioenschap halve marathon 2012 vond plaats op 6 oktober 2012. Het was de negende keer dat de IAAF een wedstrijd organiseerde met als inzet de wereldtitel op de halve marathon. De wedstrijd vond plaats in de Bulgaarse stad Kavarna.
In totaal namen 146 atleten uit 41 landen deel. Voor zowel de mannen als de vrouwen werd naast een individueel klassement ook een teamklassement samengesteld. De klassering van een land werd berekend aan de hand van de totaaltijd van de drie snelste lopers van dit land.

## Uitslagen

### Mannen

#### Individueel
| Rang   | Atleet                    | Nationaliteit | Tijd    | Opmerkingen |
| ------ | ------------------------- | ------------- | ------- | ----------- |
| Goud   | Zersenay Tadese           | ERI           | 1:00.19 |             |
| Zilver | Deressa Chimsa            | ETH           | 1:00.51 | PB          |
| Brons  | John Nzau Mwangangi       | KEN           | 1:01.01 |             |
| 4      | Pius Maiyo Kirop          | KEN           | 1:01.11 |             |
| 5      | Stephen Kosgei Kibet      | KEN           | 1:01.40 |             |
| 6      | Eliud Kipchoge            | KEN           | 1:01.52 |             |
| 7      | Jackson Kiprop            | UGA           | 1:02.05 |             |
| 8      | Stephen Mokoka            | RSA           | 1:02.06 |             |
| 9      | Tewelde Estifanos         | ERI           | 1:02.10 | SB          |
| 10     | Kiflom Sium               | ERI           | 1:02.12 | SB          |
| 11     | Belay Assefa              | ETH           | 1:02.17 |             |
| 12     | Robert Kajuga             | RWA           | 1:02.22 |             |
| 13     | Mulue Andom               | ERI           | 1:02.23 |             |
| 14     | Giovani Dos Santos        | BRA           | 1:02.32 |             |
| 15     | Augustus Maiyo            | USA           | 1:02.33 | PB          |
| 16     | Habtamu Assefa            | ETH           | 1:02.35 |             |
| 17     | Luke Puskedra             | USA           | 1:02.46 |             |
| 18     | Gladwin Mzazi             | RSA           | 1:03.46 |             |
| 19     | Nathan Ayeko              | UGA           | 1:03.54 |             |
| 20     | Jean Damascéne Habarurema | FRA           | 1:03.59 |             |
| 21     | Yuki Kawauchi             | JPN           | 1:04.04 |             |
| 22     | Cyriaque Ndayikengurukiye | RWA           | 1:04.05 | PB          |
| 23     | Liam Adams                | AUS           | 1:04.08 |             |
| 24     | Harry Summers             | AUS           | 1:04.13 |             |
| 25     | Debesay Tsige             | ERI           | 1:04.15 | PB          |
| 26     | Munyo Solomon Mutai       | UGA           | 1:04.21 |             |
| 27     | James Kibocha Theuri      | FRA           | 1:04.33 |             |
| 28     | Ian Burrell               | USA           | 1:04.37 |             |
| 29     | Tsuyoshi Ugachi           | JPN           | 1:04.49 | SB          |
| 30     | Alebachew Debas           | ETH           | 1:04.52 |             |
| 31     | Benjamin Malaty           | FRA           | 1:05.17 |             |
| 32     | Tilahun Aliyev            | AZE           | 1:05.34 | NR          |
| 33     | Jaume Leiva               | ESP           | 1:05.36 |             |
| 34     | Paul Pollock              | IRL           | 1:05.38 |             |
| 35     | Naoki Okamoto             | JPN           | 1:05.40 |             |
| 36     | Scott Smith               | USA           | 1:05.46 |             |
| 37     | Javier Díaz               | ESP           | 1:06.06 |             |
| 38     | Jean Marie Uwajeneza      | RWA           | 1:06.07 | PB          |
| 39     | Andrey Petrov             | UZB           | 1:06.16 |             |
| 40     | Wissem Hosni              | TUN           | 1:06.34 | SB          |
| 41     | Raúl Machacuay            | PER           | 1:06.38 | SB          |
| 42     | Stéphane Lefrand          | FRA           | 1:06.38 |             |
| 43     | Artur Kozłowski           | POL           | 1:06.47 | SB          |
| 44     | Abdi Hakin Ulad           | DEN           | 1:06.53 | PB          |
| 45     | Constantino León          | PER           | 1:06.58 |             |
| 46     | Djamel Bachiri            | FRA           | 1:07.03 | SB          |
| 47     | Godiraone Nthompe         | BOT           | 1:07.14 | SB          |
| 48     | Rapula Diphoko            | BOT           | 1:07.17 | SB          |
| 49     | Modike Lucky Mohale       | RSA           | 1:07.17 |             |
| 50     | Chang Chia-Che            | TPE           | 1:07.21 | SB          |
| 51     | Clinton Perrett           | AUS           | 1:07.31 |             |
| 52     | Carlos Cordero            | MEX           | 1:07.42 |             |
| 53     | Sylvain Rukundo           | RWA           | 1:07.44 |             |
| 54     | Kristof Shaanika          | NAM           | 1:07.55 | PB          |
| 55     | Oscar Cerón               | MEX           | 1:07.56 |             |
| 56     | Francisco Caluvi          | ANG           | 1:08.19 |             |
| 57     | Yolo Nikolov              | BUL           | 1:08.32 | PB          |
| 58     | Chihiro Miyawaki          | JPN           | 1:08.33 |             |
| 59     | Michael Eaton             | USA           | 1:08.52 |             |
| 60     | Daniel Vargas             | MEX           | 1:08.56 |             |
| 61     | Johan Damkjaer            | DEN           | 1:09.01 |             |
| 62     | Peter Bech                | DEN           | 1:09.13 |             |
| 63     | José Francisco Chaves     | CRC           | 1:09.27 |             |
| 64     | Su Guoxiong               | CHN           | 1:09.58 | SB          |
| 65     | Ulrik Heitmann Jensen     | DEN           | 1:09.59 |             |
| 66     | Dimcho Mitsov             | BUL           | 1:11.11 | SB          |
| 67     | Masato Kihara             | JPN           | 1:11.31 |             |
| 68     | Gi Ka Man                 | HKG           | 1:11.35 |             |
| 69     | Alfonzo Paula Acosta      | DOM           | 1:11.44 | PB          |
| 70     | Shaban Mustafa            | BUL           | 1:12.02 | SB          |
| 71     | Boris Simonov             | ARM           | 1:12.07 | PB          |
| 72     | Rui Yong Soh              | SGP           | 1:12.12 | PB          |
| 73     | Ilir Kellezi              | ALB           | 1:13.59 | SB          |
| 74     | Sangay Wangchuk           | BHU           | 1:15.19 | NR          |
| 75     | Franco Forestier          | URU           | 1:15.33 |             |
| 76     | Yordan Petrov             | BUL           | 1:18.47 |             |
| 77     | Nikola Mikulic            | CRO           | 1:25.50 |             |
| 78     | Weng U Chan               | MAC           | 1:26.03 | PB          |
| —      | Gilmar Lopes              | BRA           | DNF     |             |
| —      | José Márcio Da Silva      | BRA           | DNF     |             |
| —      | Philemon Kimeli Limo      | KEN           | DNF     |             |
| —      | Raji Assefa               | ETH           | DNF     |             |
| —      | Jhon Cusi                 | PER           | DNF     |             |
| —      | Aleksandar Kiradjiev      | MKD           | DNF     |             |
| —      | Luis Fernando Paula       | BRA           | DNF     |             |
| —      | Hristo Stefanov           | BUL           | DNF     |             |

#### Teams
| Rang   | Land | Team                                                           | Totaaltijd |
| ------ | ---- | -------------------------------------------------------------- | ---------- |
| Goud   | KEN  | John Nzau Mwangangi Pius Maiyo Kirop Stephen Kosgei Kibet      | 3:03.52    |
| Zilver | ERI  | Zersenay Tadese Tewelde Estifanos Kiflom Sium                  | 3:04.41    |
| Brons  | ETH  | Deressa Chimsa Belay Assefa Habtamu Assefa                     | 3:05.43    |
| 4      | USA  | Augustus Maiyo Luke Puskedra Ian Burrell                       | 3:09.56    |
| 5      | UGA  | Jackson Kiprop Nathan Ayeko Munyo Solomon Mutai                | 3:10.20    |
| 6      | RWA  | Robert Kajuga Cyriaque Ndayikengurukiye Jean Marie Uwajeneza   | 3:12.34    |
| 7      | RSA  | Stephen Mokoka Gladwin Mzazi Modike Lucky Mohale               | 3:13.09    |
| 8      | FRA  | Jean Damascéne Habarurema James Kibocha Theuri Benjamin Malaty | 3:13.49    |
| 9      | JPN  | Yuki Kawauchi Tsuyoshi Ugachi Naoki Okamoto                    | 3:14.33    |
| 10     | AUS  | Liam Adams Harry Summers Clinton Perrett                       | 3:15.52    |
| 11     | MEX  | Carlos Cordero Oscar Cerón Daniel Vargas                       | 3:24.34    |
| 12     | DEN  | Abdi Hakin Ulad Johan Damkjaer Peter Bech                      | 3:25.07    |
| 13     | BUL  | Yolo Nikolov Dimcho Mitsov Shaban Mustafa                      | 3:31.45    |

### Vrouwen

#### Individueel
| Rang   | Atlete                      | Nationaliteit | Tijd    | Opmerkingen |
| ------ | --------------------------- | ------------- | ------- | ----------- |
| Goud   | Meseret Hailu               | ETH           | 1:08.55 | PB          |
| Zilver | Feyse Tadese                | ETH           | 1:08.56 | SB          |
| Brons  | Paskalia Chepkorir Kipkoech | KEN           | 1:09.04 |             |
| 4      | Lydia Cheromei              | KEN           | 1:09.13 |             |
| 5      | Emebt Etea                  | ETH           | 1:10.01 | PB          |
| 6      | Pauline Njeri Kahenya       | KEN           | 1:10.22 |             |
| 7      | Gemma Steel                 | GBR           | 1:11.09 | PB          |
| 8      | Tomomi Tanaka               | JPN           | 1:11.09 |             |
| 9      | Mai Ito                     | JPN           | 1:11.25 |             |
| 10     | Caryl Jones                 | GBR           | 1:11.52 | PB          |
| 11     | Sabrina Mockenhaupt         | GER           | 1:12.04 | SB          |
| 12     | Asami Kato                  | JPN           | 1:12.11 |             |
| 13     | Maegan Krifchin             | USA           | 1:12.29 |             |
| 14     | Lara Tamsett                | AUS           | 1:12.58 | SB          |
| 15     | Yoko Miyauchi               | JPN           | 1:13.00 |             |
| 16     | René Kalmer                 | RSA           | 1:13.16 |             |
| 17     | Derbe Godana                | ETH           | 1:13.16 | PB          |
| 18     | Adriana Nelson              | USA           | 1:13.30 | SB          |
| 19     | Kayo Sugihara               | JPN           | 1:13.36 |             |
| 20     | Karolina Jarzynska          | POL           | 1:13.45 |             |
| 21     | Priscah Jepleting Cherono   | KEN           | 1:13.55 |             |
| 22     | Susan Partridge             | GBR           | 1:13.55 |             |
| 23     | Azucena Díaz                | ESP           | 1:14.05 | SB          |
| 24     | Carmen Oliveras             | FRA           | 1:14.28 | SB          |
| 25     | Shalane Flanagan            | USA           | 1:14.41 |             |
| 26     | Sara Prieto                 | MEX           | 1:15.03 | PB          |
| 27     | Tonya Nero                  | TRI           | 1:15.13 | NR          |
| 28     | Nyakisi Adero               | UGA           | 1:15.26 | SB          |
| 29     | Zhang Jingxia               | CHN           | 1:15.51 | PB          |
| 30     | Peninah Jerop Arusei        | KEN           | 1:15.55 |             |
| 31     | Magali Bernard              | FRA           | 1:16.25 |             |
| 32     | Michelle Frey               | USA           | 1:16.55 |             |
| 33     | Alvina Begay                | USA           | 1:16.58 |             |
| 34     | Eden Tesfalem               | ERI           | 1:17.01 | SB          |
| 35     | Marisol Romero              | MEX           | 1:17.17 | SB          |
| 36     | Sueli Silva                 | BRA           | 1:17.31 |             |
| 37     | Nolene Conrad               | RSA           | 1:17.51 |             |
| 38     | Xiao Huimiin                | CHN           | 1:18.16 | PB          |
| 39     | Sirlene De Pinho            | BRA           | 1:18.30 |             |
| 40     | Lavinia Haitope             | NAM           | 1:18.36 | PB          |
| 41     | Adriana Da Luz              | BRA           | 1:18.44 |             |
| 42     | Amira Ben Amor              | TUN           | 1:19.01 |             |
| 43     | Selam Abere                 | ETH           | 1:19.09 | PB          |
| 44     | Maritza Arenas              | MEX           | 1:19.25 |             |
| 45     | Lene Hjelmsø                | DEN           | 1:19.32 |             |
| 46     | Christine Kalmer            | RSA           | 1:19.40 |             |
| 47     | Anna Holm Baumeister        | DEN           | 1:20.04 |             |
| 48     | Rozelaine Silva             | BRA           | 1:20.53 |             |
| 49     | Rocío Cántara               | PER           | 1:21.07 |             |
| 50     | Matea Matosevic             | CRO           | 1:21.33 |             |
| 51     | Anita Krasteva              | BUL           | 1:21.56 | PB          |
| 52     | Cristina Alexandra Frumuz   | ROU           | 1:22.42 |             |
| 53     | Sitora Hamidova             | UZB           | 1:23.12 |             |
| 54     | Hui QiHui Qi                | SGP           | 1:23.16 | NR          |
| 55     | Silviya Danekova            | BUL           | 1:24.07 |             |
| 56     | Iveta Bonova                | BUL           | 1:25.02 | PB          |
| 57     | Chow Chi Ngan               | HKG           | 1:29.02 | SB          |
| 58     | Cynthia Ruiz                | PER           | 1:29.12 |             |
| 59     | Lap Ian Chang               | MAC           | 1:39.55 | PB          |
| —      | Andreina De La Rosa         | DOM           | DNF     |             |
| —      | Patricia Morceli Bühler     | SUI           | DNS     |             |

#### Teams
| Rang   | Land | Team                                                             | Totaaltijd |
| ------ | ---- | ---------------------------------------------------------------- | ---------- |
| Goud   | ETH  | Meseret Hailu Feyse Tadese Emebt Etea                            | 3:27.52    |
| Zilver | KEN  | Paskalia Chepkorir Kipkoech Lydia Cheromei Pauline Njeri Kahenya | 3:28.39    |
| Brons  | JPN  | Tomomi Tanaka Mai Ito Asami Kato                                 | 3:34.45    |
| 4      | GBR  | Gemma Steel Caryl Jones Susan Partridge                          | 3:36.56    |
| 5      | USA  | Maegan Krifchin Adriana Nelson Shalane Flanagan                  | 3:40.40    |
| 6      | RSA  | René Kalmer Nolene Conrad Christine Kalmer                       | 3:50.47    |
| 7      | MEX  | Sara Prieto Marisol Romero Maritza Arenas                        | 3:51.45    |
| 8      | BRA  | Sueli Silva Sirlene de Pinho Adriana da Luz                      | 3:54.45    |
| 9      | BUL  | Anita Krasteva Silviya Danekova Iveta Bonova                     | 4:11.05    |

## Afkortingen
- DNF = Niet gefinisht
- NR = Nationaal record
- SB = Beste seizoensprestatie
- PB = Persoonlijk record

1992 · 
1993 · 
1994 · 
1995 · 
1996 · 
1997 · 
1998 · 
1999 · 
2000 · 
2001 · 
2002 · 
2003 · 
2004 · 
2005 · 
2006 · 
2007 · 
2008 · 
2009 · 
2010 ·
2012 ·
2014 ·
2016 ·
2018